# ماندوک
ماندوک (به مجاری:  Mándok) یک منطقهٔ مسکونی در مجارستان است که در سابولچ-ساتمار-برگ واقع شده‌است. ماندوک ۲۸٫۹۱ کیلومتر مربع مساحت و ۴٬۱۵۳ نفر جمعیت دارد.